# إيان شيرر
إيان شيرر (بالإنجليزية: Ian Shearer)‏ هو سياسي نيوزلندي، ولد في 10 ديسمبر 1941. حزبياً، نشط في نيوزيلندا أولا (حزب سياسي). وقد انتخب عضو مجلس النواب النيوزيلندي.